# Próchnienie

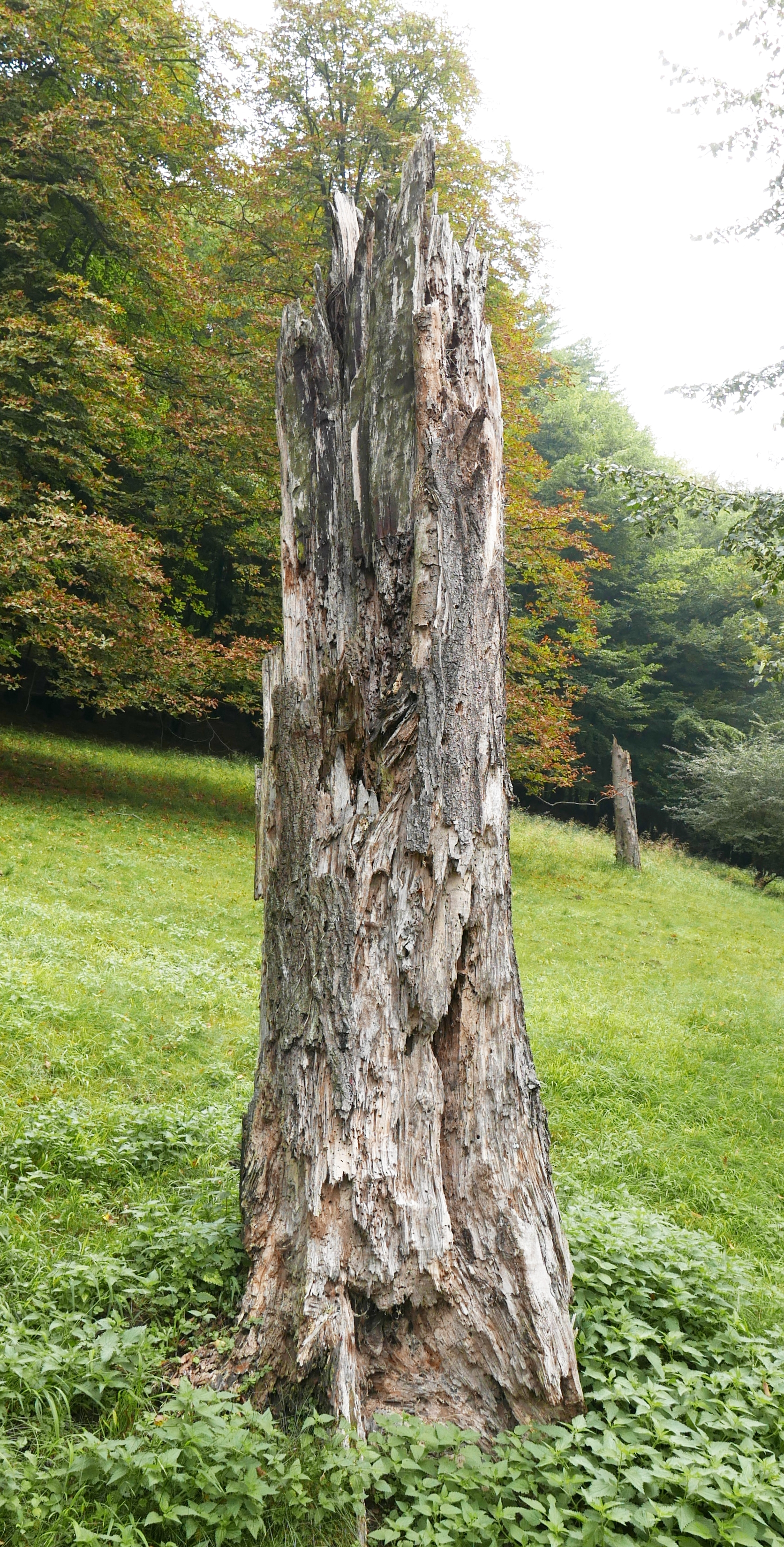
Pień spróchniałego drzewa

Próchnienie – suchy proces gnilny powodujący rozkład tkanek wywoływany głównie przez grzyby. Próchnienie powoduje np. rozkładanie drewna (pni drzew, starej stolarki drewnianej), rozkład liści w ściółce. W wyniku rozkładu powstaje próchno.